# 天文の飢饉
天文の飢饉（てんぶんのききん）とは、天文9年（1540年）に日本全国で発生した大規模な飢饉。

## 概要
前年の天文8年（1539年）に発生した大雨・洪水と蝗害によって年明け以後、各地で飢饉が発生、春には再び大雨・洪水が発生したことに加えて疫病も流行したから死者が続出した。
京都では、天文9年（1540年）の正月に東寺にあった弘法大師像が発汗したことから凶事が噂されていたが、飢饉と疫病によって噂が現実化した。醍醐寺理性院にいた僧侶厳助の日記『厳助往年記』によれば、京都では上京下京合わせて毎日60人ほどの遺体が遺棄されていたことや誓願寺にて非人施行が行われたことなどが記され、「七百年来の飢饉」「都鄙で数千万人の死者」と評している。数千万の死者は過大であるとしても、当時の社会に与えた影響の大きさを物語っている。
当時は戦国時代の最中で朝廷も室町幕府も飢饉の救済にあたるだけの政治的・財政的な措置を取ることが困難であった。そのため、朝廷では写経を実施し、幕府は北野社や東寺にて施餓鬼会などの祈祷を行わせる命令を出して、飢饉の対策とした。
なお、翌天文10年（1541年）に甲斐国の国主である武田信虎が嫡男の晴信（後の信玄）によって駿河国に追放された事件の原因として、この飢饉によって被害を受けた甲斐国内で人々の不満が高まる状況に晴信やその周辺の家臣達が危機感を抱いたことにあったとする研究もある。